# Шапира, Герман
Герман Шапира (ивр. צבי הרמן שפירא‎; 4 августа 1840 или 16 августа 1840, Эржвилкас, Таурагский уезд — 8 мая 1898 или 9 мая 1898, Кёльн, Пруссия) — российско-немецкий математик, переводчик и педагог еврейского происхождения, раввин и сионист. Шапира был первым, кто предложил основать Еврейский национальный фонд для покупки земли в Палестине.

## Биография
Цви Герман Шапира родился 4 августа 1840 года в маленьком литовском городке Эржвилкас, близ Таураге, неподалёку от границы с Пруссией, входившего тогда в состав Ковенской губернии Российской империи в ортодоксальной еврейской семье.

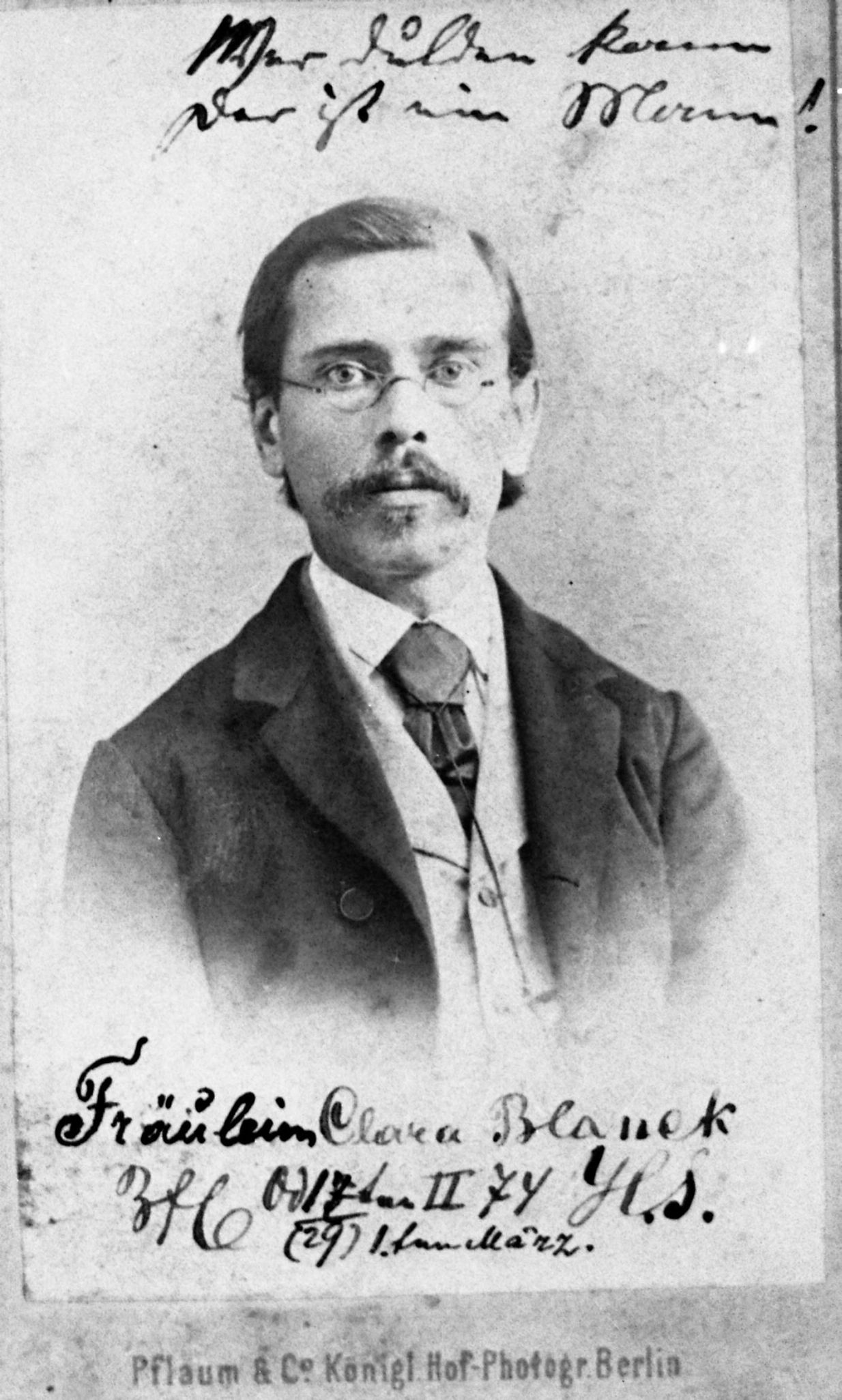
Герман Шапира

Получил традиционное воспитание и уже в девятилетнем возрасте зачитывался «Путеводителем растерянных» Маймонида. Получив необходимое образование, Шапиро занял пост раввина в небольшом населённом пункте, пока случайно подвернувшееся руководство по математике не вызвало в молодом Шапиро жажду знаний. 
В 1868 году Шапиро поступил в берлинскую «Gewerbe Academie», но из-за материальных трудностей вынужден был в 1871 году вернуться в Россию, где занялся торговлей. 
Собрав необходимые средства, в 1878 году Шапиро снова направился за границу и в 1879 году он уже выступил на 52 съезде немецких естествоиспытателей и врачей с докладом, напечатанным в «Дневнике» съезда под заглавием «Gegenseitigkeit von Partial- und circumplexen Functionen und Reihen».
В 1880 году, под наставничеством Лазаруса Иммануэля Фукса, он получил докторскую степень при Гейдельбергском университете, и в следующем году появилась его первая крупная учёная работа «Основания теории общих кофункций с приложениями. I. Линейные однородные кофункции одного переменного». Два года спустя Герман Шапира был назначен приват-доцентом, а затем (1887) и профессором по высшей математике в альма-матер. 
Кроме ряда специальных научных работ на немецком языке, весьма ценимых в учёном мире, Шапиро внёс свой вклад и в еврейскую литературу. В 1882 году он поместил ряд статей в «Ha-Meliz» об устройстве Университета в Иерусалиме; эту идеею он лелеял до самой своей смерти. Шапиро писал на древнееврейском языке и научные статьи (помещены в «Mimisrach u-mimaarab») и опубликовал в немецком переводе с пояснениями старинную книгу по геометрии «Mischnat ha-midot». Последние годы своей жизни Шапиро принимал деятельное участие в сионистском движении. 
Цви Герман Шапира умер 8 мая 1898 года в городе Кёльне.
После смерти Шапиро остались многочисленные рукописи по математике, а также и труд под заглавием «Massechet chassidim».